# Варденисский район
Варденисский район — административно-территориальная единица в составе Армянской ССР и Армении, существовавшая в 1930—1995 годах. Центр — Варденис.

## История
Район был образован в 1930 году под названием Басаргечарский район. 
С 17 января 1952 года по 18 апреля 1953 года Басаргечарский район находился в составе Кироваканского округа.
В 1969 году Басаргечарский район был переименован в Варденисский. Упразднён в 1995 году при переходе Армении на новое административно-территориальное деление.

## Население
Национальный состав Басаргечарского района Армянской ССР по переписи 1939 года был преимущественно населён азербайджанцами (1 из 3-х преимущественно азербайджанских районов Армянской ССР, наряду с Амасийским и Зангибасарским районами). 
| №  | Национальность / район (населенный пункт) | Численность     | Численность        | Численность |
| №  | Национальность / район (населенный пункт) | весь район      | с. Басаргечар (рц) | прочие села |
|    | Всего                                     | 34.644          | 5.064              | 29.580      |
| 1  | Азербайджанцы                             | 19.805 (57,17%) | 135                | 19.670      |
| 2  | Армяне                                    | 14.140 (40,82%) | 4.870              | 9.270       |
| 3  | Русские                                   | 197             | 53                 | 144         |
| 4  | Курды                                     | 327             | 0                  | 327         |
| 5  | Белорусы                                  | 74              | 0                  | 74          |
| 6  | Украинцы                                  | 43              | 4                  | 39          |
| 7  | Евреи                                     | 16              | 0                  | 16          |
| 8  | Ассирийцы                                 | 10              | 1                  | 9           |
| 9  | Чуваши                                    | 9               | 0                  | 9           |
| 10 | Башкиры                                   | 8               | 0                  | 8           |
| 11 | Мордовцы                                  | 6               | 0                  | 6           |
| 12 | Лезгины                                   | 4               | 0                  | 4           |
| 13 | Грузины                                   | 1               | 0                  | 1           |
| 14 | Немцы                                     | 1               | 1                  | 0           |
| 15 | Национальность не указана                 | 3               | 0                  | 3           |

## География
На 1 января 1948 года территория района составляла 1120 км². 

## Административное деление
По состоянию на 1948 год район включал 19 сельсоветов, в которых были расположены 36 селение, в четырех селениях наравне с азербайджанцами, армянами жили курды, а в двух из них курды по численности преобладали над другими этносами. Сельсоветы: Акункский, Басаргечарский, Дашкендский, Джанахмедский, Заркендский, Зодский, Караиманский, Карчахпюрский, Каябашский, Кяркибашский, Мец-Мазринский, Нариманлинский, Неркин-Шоржинский, Памбакский, Покр-Мазринский, Цовакский, Чахырлинский, Чичаклинский, Шишкаянский.